# Парацельзіан
Парацельзіа́н — мінерал, псевдоромбічний аналог цельзіану.

## Загальний опис
Хімічна формула: Ba[Al2Si2O8]. Містить (%): BaO — 34,04; Al2O3 — 30,23; SiO2 — 35,73.
Сингонія моноклінна. Утворює призматичні, з невеликою кількістю граней кристали і суцільні маси.
Густина 3,31 — 3,32. Твердість 6,5. Безбарвний, білий або сірий. Блиск скляний.
Знайдений у провінції Новара (П'ємонт, Італія), в Уельсі (Англія). Рідкісний.
Від пара… й назви мінералу цельзіану (E.Tacconi, 1905).